# Hluboké
Hluboké är en ort i Tjeckien.   Den ligger i regionen Vysočina, i den sydöstra delen av landet, 160 km sydost om huvudstaden Prag. Hluboké ligger 463 meter över havet och antalet invånare är 210.
Terrängen runt Hluboké är huvudsakligen platt, men söderut är den kuperad. Runt Hluboké är det ganska tätbefolkat, med 56 invånare per kvadratkilometer. Närmaste större samhälle är Ivančice, 17,6 km sydost om Hluboké. Trakten runt Hluboké består till största delen av jordbruksmark.